# Riksomedelbar

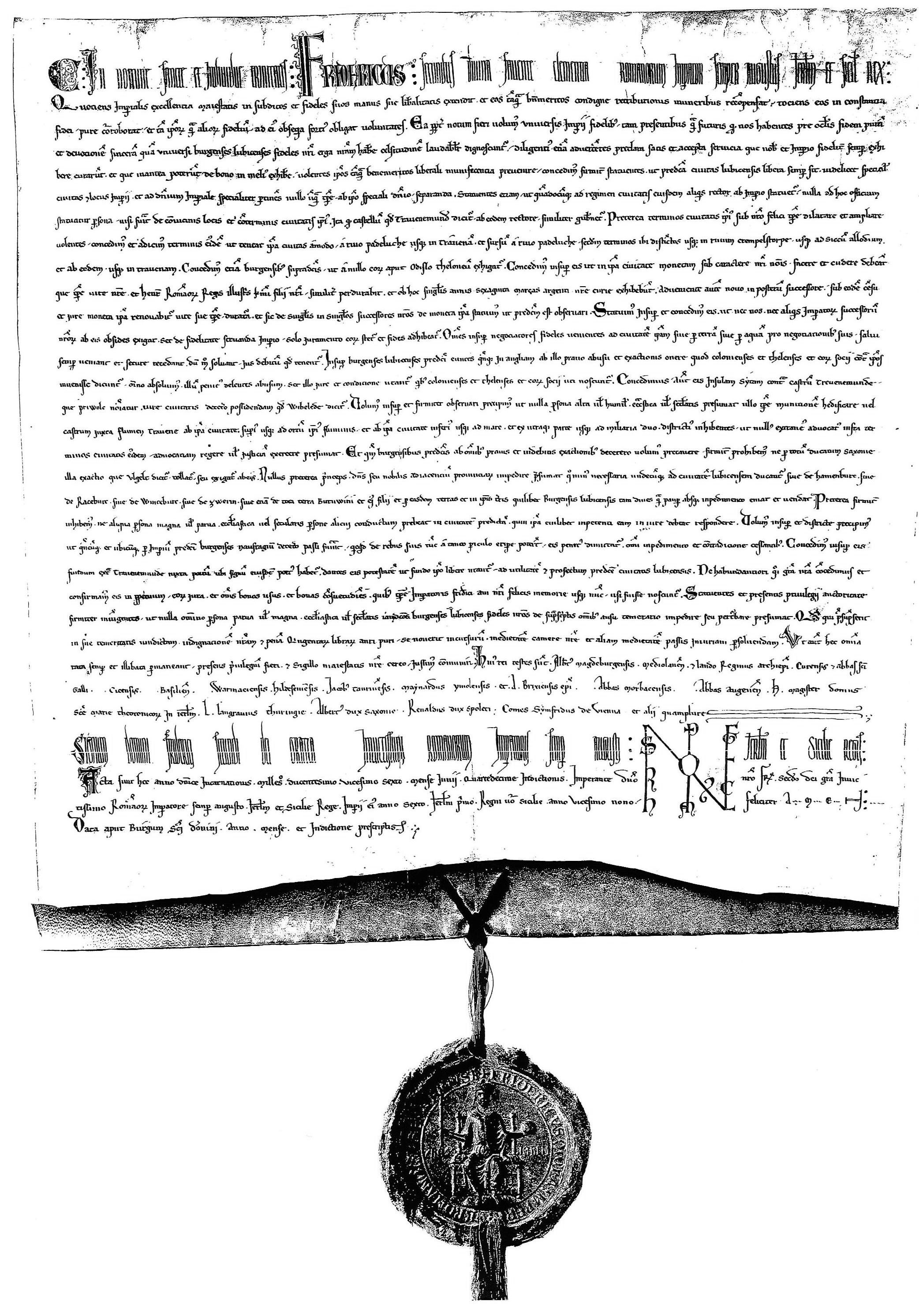
Ett brev utfärdat 1226 av kejsar Fredrik II som gav Lübeck riksomedelbar ställning i Tysk-romerska riket.

Riksomedelbar (tyska: reichsunmittelbar) var i tysk-romerska riket en sådan territoriell besittning och en sådan person, som enbart lydde under kejsaren och riket.
Denna ställning intog först och främst riksständerna, som omfattade största delen av riket i form av områden (territorier) försedda med egen regeringsmyndighet (tyska Landeshoheit). Den befolkning som bodde i dessa lydde därför endast direkt under kejsaren och riket. 
Det fanns också områden som var riksomedelbara utan att tillhöra riksständer, och som därmed inte gav tillträde till tyska riksdagen. Dessa var riksridderskapets besittningar, en del adliga gods som stod utanför riksriddarkorporationen, vissa kyrkliga områden (stift) och de så kallade riksbyarna. 
Slutligen fanns det också en personlig riksomedelbarhet som delades ut av kejsaren i form av en furste- eller grevetitel som ej kombinerades med ägande av besittningar som berättigade till plats i riksdagen. En sådan personlig riksomedelbarhet innebar främst rätt till forum privilegiatum i rikskammarrätten.

## Källa
1. ↑  Riksomedelbar i Nordisk familjebok (andra upplagan, 1916)